# Palpita postundulata
Palpita postundulata là một loài bướm đêm trong họ Crambidae.